# Julián Blanco
Julián Blanco är en ort i Mexiko.   Den ligger i kommunen Chilpancingo de los Bravo och delstaten Guerrero, i den södra delen av landet, 250 km söder om huvudstaden Mexico City. Julián Blanco ligger 640 meter över havet och antalet invånare är 1 955.
Terrängen runt Julián Blanco är lite bergig. Runt Julián Blanco är det ganska tätbefolkat, med 72 invånare per kvadratkilometer. Närmaste större samhälle är El Ocotito, 3,2 km norr om Julián Blanco. I omgivningarna runt Julián Blanco växer huvudsakligen savannskog.